# Трегубов Юрій Валентинович
Ю́рій Валенти́нович Трегу́бов (нар. 18 жовтня 1973, місто Дніпропетровськ) — український політик та юрист. Народний депутат України. Заслужений юрист України.

## Освіта
У 1995 році закінчив Дніпропетровський державний університет за спеціальністю «правознавство».

## Кар'єра
Свою трудову діяльність розпочав у 1995 році в органах прокуратури Дніпропетровської області.  З липня 1995 до вересня 1998 року працював стажером, помічником та слідчим прокуратури Жовтневого району міста Дніпропетровська.
З вересня 1998 до грудня 2001 року обіймав посаду прокурора та старшого прокурора кримінально-судового відділу прокуратури Дніпропетровської області. З грудня 2001 до березня 2005 року працював прокурором Петриківського району Дніпропетровської області. У проміжку часу з березня до жовтня 2005 року був прокурором Індустріального району міста Дніпропетровська.
У період з жовтня 2005 до листопада 2007 року працював заступником прокурора Дніпропетровської області — здійснював нагляд за спецпідрозділами, які ведуть боротьбу з організованою злочинністю та корупцією. Протягом  2016 року - перший заступник, виконуючий обов'язки прокурора Дніпропетровської області. Має класний чин старшого радника юстиції.

## Парламентська діяльність
Народний депутат України 6-го скликання з 23 листопада 2007 до 12 грудня 2012 від «Блоку Юлії Тимошенко». На час виборів: заступник прокурора Дніпропетровської області, безпартійний. Член фракції «Блок Юлії Тимошенко» (з 23 листопада 2007). Секретар Комітету з питань боротьби з організованою злочинністю і корупцією (з 26 грудня 2007).
Є автором низки законопроєктів, спрямованих на реформування органів внутрішніх справ, прокуратури та податкової міліції. Зокрема, законопроєкту щодо впорядкування здійснення дізнання правоохоронними органами; про внесення змін до Закону України «Про контррозвідувальну діяльність» щодо належного забезпечення дотримання прав і свобод людини; про внесення змін до Кримінального кодексу України; про внесення змін до Закону України «Про Службу безпеки України». 

## Нагороди, державні ранги
Старший радник юстиції (з серпня 2005).
Заслужений юрист України (з жовтня 2009).
Державний службовець 1-го рангу (з грудня 2012).
Неодноразово заохочувався відзнаками Державної служби фінансового моніторингу України, Міністерства внутрішніх справ України, Служби безпеки України, Державної податкової служби України, Генеральної прокуратури України. 